# Erotiska gåtor
Erotiska gåtor är en undergrupp av traditionella gåtor i gamla bondesamhället. De kännetecknas av att ha en erotisk och tvetydig karaktär – gåtan verkar för lyssnaren beskriva samlag eller könsorgan, men har något högst vardagligt och oskyldigt som svar. Också det omvända förekommer, vardaglig beskrivning med direkt sexuellt svar, men är inte alls lika vanligt.
Erotiska gåtor var en mycket populär genre och utgör en egen sorts folklig diktning om lust och sinnlighet. Gruppen är mycket inklusiv, i princip kunde vad som helst ges en sexuell innebörd; t.ex. hittas sysslor och föremål knutna till både männens sfär – skötsel av hästen, snusdosan, pipan och cigarren - liksom till gällde kvinnliga vardagsbestyr: textilberedning, malning på handkvarn, smörkärning, diskning av öltunnan, bakning, ljusstöpning, grönsaksplantering etc. Alla får tjäna som sexuella liknelser i det att avlånga föremål möter något runt eller ihåligt.  
Exempel:

- En kvarterslång jag menar, 
 som föres ut och in mellan bena,
 å pigan blir förnöjder, 
 å buken den blir trind?”

(Svar: Pigan äter mat med sked.)

- Drägen stod i ställdörren och viste sitt det långa, 
och pigan sto i köksdörren och viste sitt det runna. 
 Så sa hon: Annors kom hid å stick ditt i mitt,
 så blir vi båda hulpna?”

(Svar:En kvast sticks i kvastskaft.) 

- Dä står emellan benen å sylter emellan låren, 
 och när det kommer in i det lilla hålet håller det kalas.

(Svar: Kärnande av smör.) 

## Användning och social kontext
Odlandet, bevarandet och framförandet av erotiska gåtor var mest framstående hos män som grupp    som gärna använde dem som ett retsamt flörtande. Från både Sverige och Finland finns uppteckningar om hur unga män kunde göra det till något av en sport att få kvinnor att rodna. Därför kom dessa gåtor gärna i svang  då män och kvinnor möttes på olika sorters arbetsgillen eller festligheter.   Gåtupptecknaren Fredrik Ström har beskrivit ett sådant tillfälle då människor från hans bygd samlats till vila och umgänge en dag efter tröskning: bygden (1939:19):
”Snart nog kom man över till de dubbeltydiga gåtorna och 

man ställde dem till pigorna, som låtsades icke förstå tvetydigheten.

Drängar och torpare blev då djärvare och kvinnorna låtsades bli förnärmade,

men skrattade samtidigt allt oftare, medan de manliga deltagarna skämtade

sinsemellan och puffade på varandra för att egga till nya gåtor.” 
Att män var initiativtagare till erotiska gåtor märks på dess innehåll. Generellt är bilden som målas upp den av  ett manligt-aktivt och dominant jag som genomför ett heterosexuellt samlag med en mottagande, passiv kvinna. Forskaren Inger Lövkrona har i sin undersökning av dessa gåtor hävdat att hela materialet genomsyras av en manlig sexuell egocentrism som alltid har rätten till sexuell tillfredsställelse på sin sida, samt ensidigt manliga värderingar och uppfattningar om kvinnors sexuella egenskaper, reaktioner och beteenden. Gåtors manscentrerade innehåll har här fungerat som en bekräftelse på den manliga sexuella identiteten, maskulinitet och virilitet.
Denna bild är dock inte entydig. Det finns även svenska folkminnesuppteckningar om att kvinnor på vissa orter skämtade lika fräckt som män om sexualia, också i blandade sällskap. Alla gåtor är heller inte övertydligt bekräftande av en manlig virilitet och kraft – beroende på hur man läser arkivmaterialet kan man i en del fall se hur samma normer tydligt förlöjligas.